# Tindal Centre
El Tindal Centre, anteriormente conocido como Tindal Hospital, es un centro hospitalario especializado en el tratamiento de enfermedades mentales. Forma parte del sistema público sanitario del Reino Unido (National Health Service). Se encuentra situado en la ciudad de Aylesbury, en el condado de Buckinghamshire, Inglaterra.
El complejo incluye una zona de internamiento u hospitalización para pacientes con profundos trastornos mentales y también de una zona de consultas de apoyo y terapia. Está situado al noreste de la ciudad, en una zona conocida popularmente como Bierton Hill, justo en frente de la prisión de Aylesbury.
El edificio donde está el hospital fue antiguamente una workhouse construida en 1844.